# Kańczuga
Kańczuga ist eine polnische Stadt im Powiat Przeworski in der Woiwodschaft Karpatenvorland. Sie ist ebenfalls Sitz der gleichnamigen Stadt-und-Land-Gemeinde mit etwa 12.400 Einwohnern.

## Geografie
Die Stadt Kańczuga liegt im Südosten Polens im Powiat Przeworski. Etwa 50 Kilometer südlich verläuft die Staats- und zugleich EU-Außengrenze zur Ukraine, etwa 80 Kilometer südlich verläuft die Grenze zur Slowakei.

## Geschichte
Die erste urkundliche Erwähnung des heutigen Kańczuga stammt aus dem Jahr 1340. Anfang des 15. Jahrhunderts erhielt der Ort das Stadtrecht verliehen.  1498 hatte die Stadt 3000 Einwohner. 1523 wurde der Ort erneut lokalisiert. 1530 war der Ort von einem Befestigungswall umgeben und besaß vier Stadttore. Mit der Ersten Teilung Polens kam Kańczuga 1772 zu Österreich. 
1934 wurde das Stadtrecht erneut vergeben. 1944 wurde der Ort, durch den Zweiten Weltkrieg stark zerstört, wieder Teil Polens.

## Bauwerke
In der Stadt befindet sich ein Denkmal für die Schlacht von Grunwald. Dieses wurde von deutschen Soldaten zerstört und 1984, während der Volksrepublik Polen, wieder aufgebaut.

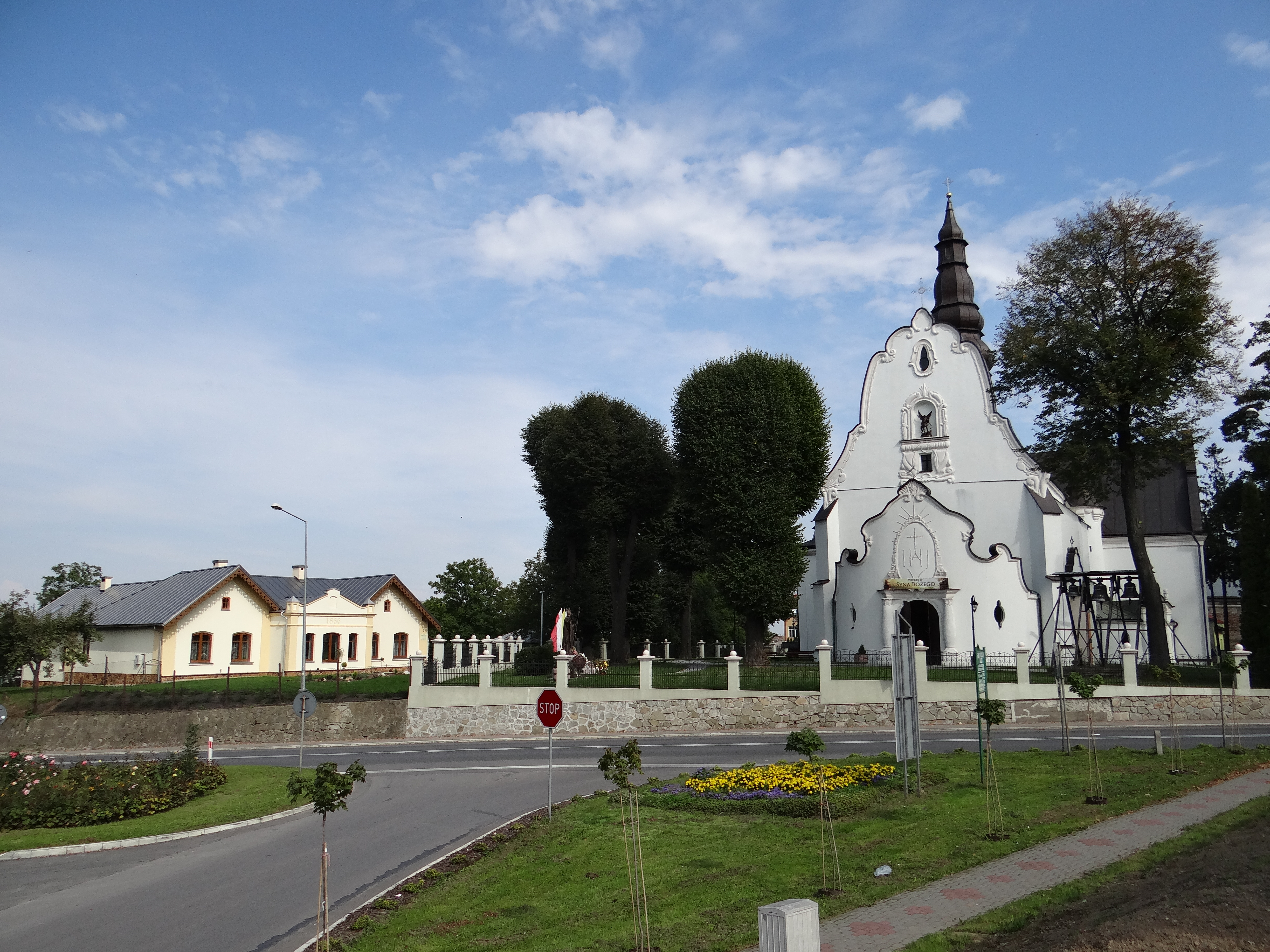
Pfarrkirche

Die Pfarrkirche stammt aus dem 17. Jahrhundert. Eine Synagoge aus dem 19. Jahrhundert wird momentan als medizinisches Ambulanzzentrum genutzt.

## Gemeinde
Die Stadt Kańczuga ist Sitz einer Stadt-und-Land-Gemeinde mit etwa 12.400 Einwohnern auf 105,15 km².

## Verkehr
Durch die Stadt führt in Nord-Süd-Richtung die Woiwodschaftsstraße 835 (droga wojewódzka 835) und von Ost nach West die Woiwodschaftsstraße 881. Die 835 kreuzt im Norden nach zehn Kilometern in Przeworsk die Europastraße 40 (E 40). Im Süden führt sie nach etwa 25 Kilometern durch Dynów.
Die 881 kreuzt nach etwa 15 Kilometern in westlicher Richtung in Łańcut die E 40. Nach 32 Kilometern in östlicher Richtung mündet sie nördlich von Przemyśl in die E 40.
Durch den Ort führt die Schmalspurbahn Przeworsk–Dynów, die von Mai bis September vor allem für Touristen verkehrt. Betreiber der Bahn ist die Stowarzyszenie Kolejowych Przewozów Lokalnych.
Der nächste internationale Flughafen ist der Flughafen Rzeszów-Jasionka. Er liegt etwa 25 Kilometer westlich von Kańczuga.

## Söhne und Töchter der Stadt
- Abraham Brill (1874–1948), Psychiater und Psychoanalytiker.